# Honda S800

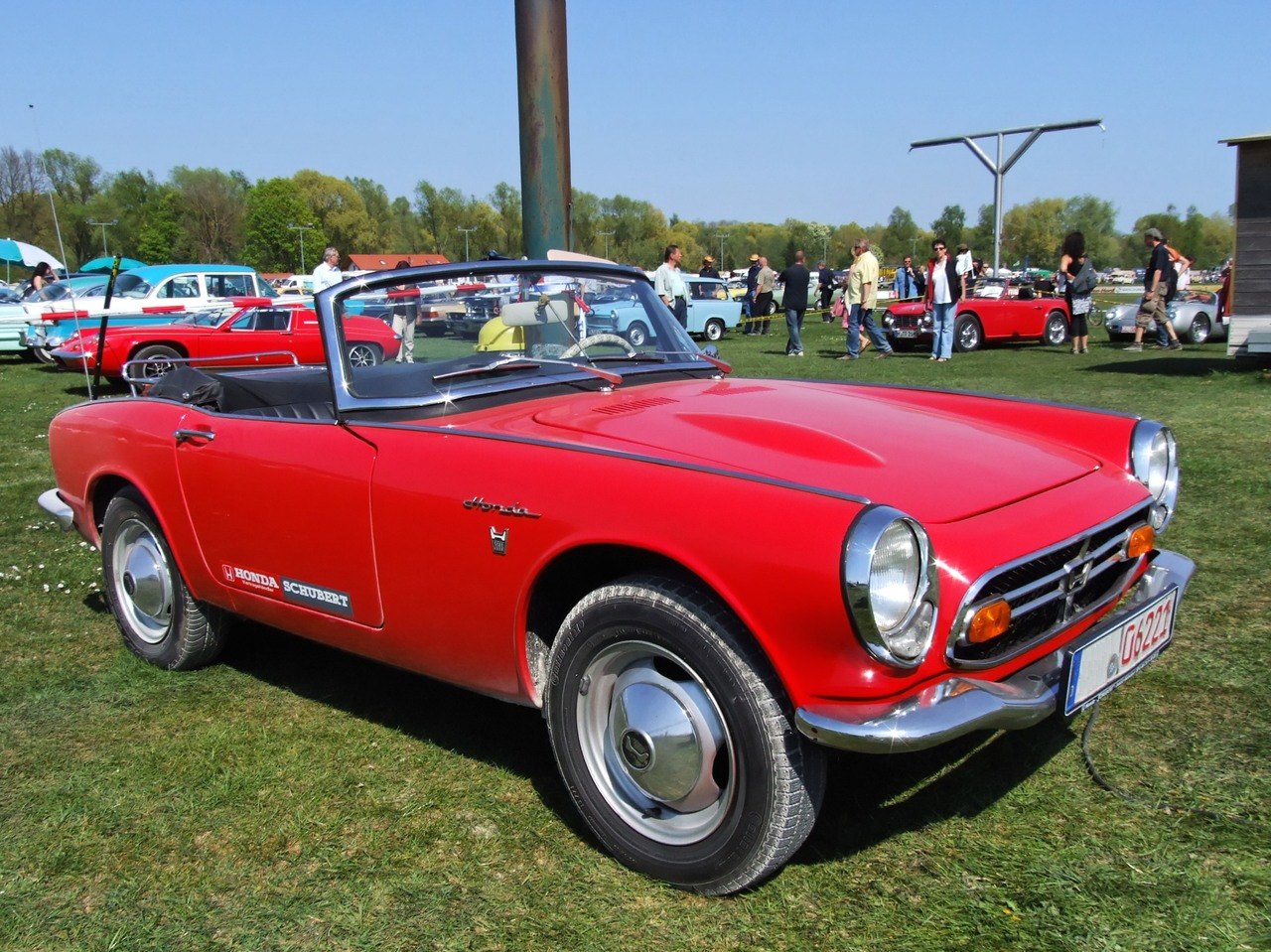
Honda S800

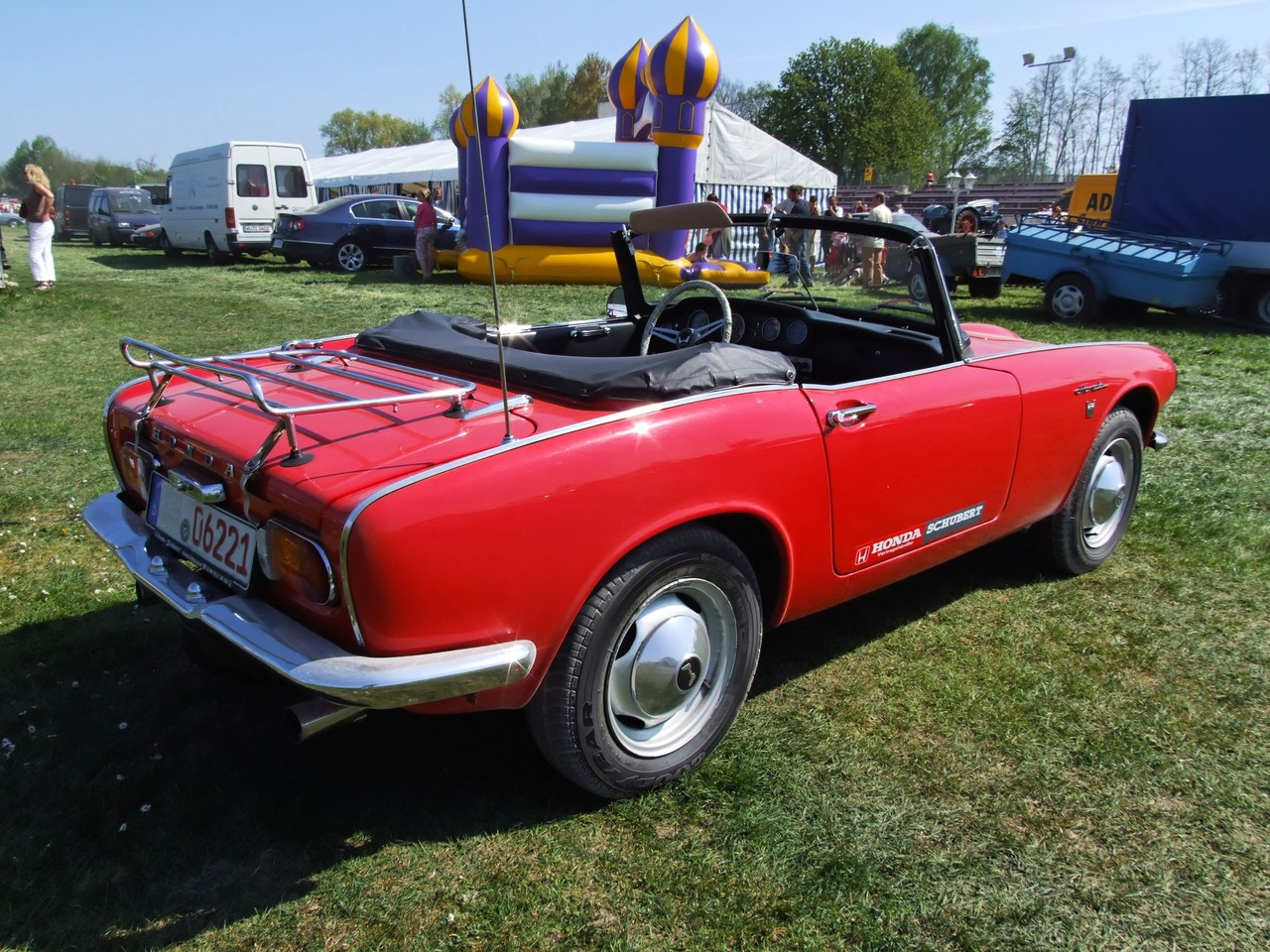
Honda S800

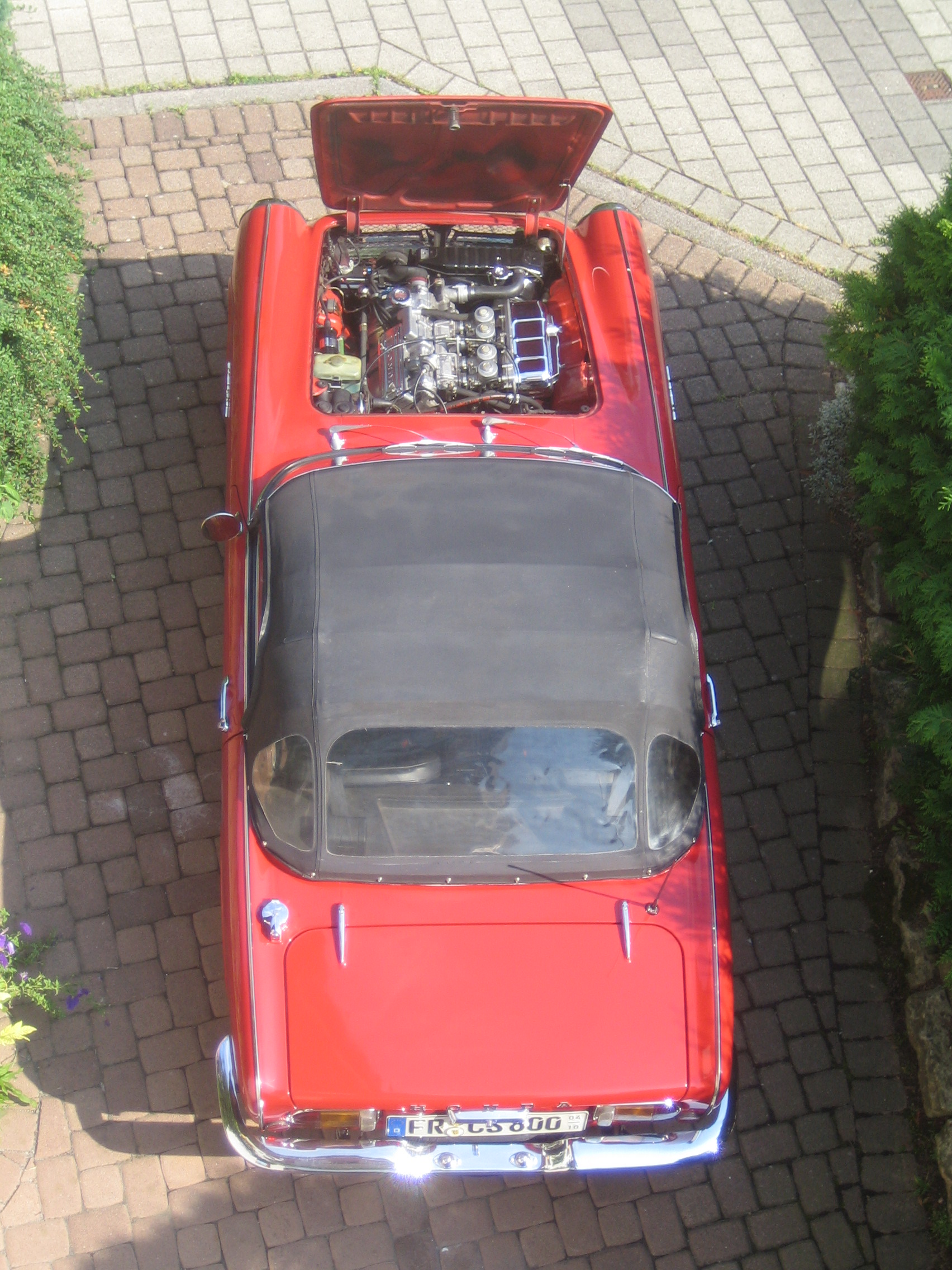
Honda S800 Draufsicht

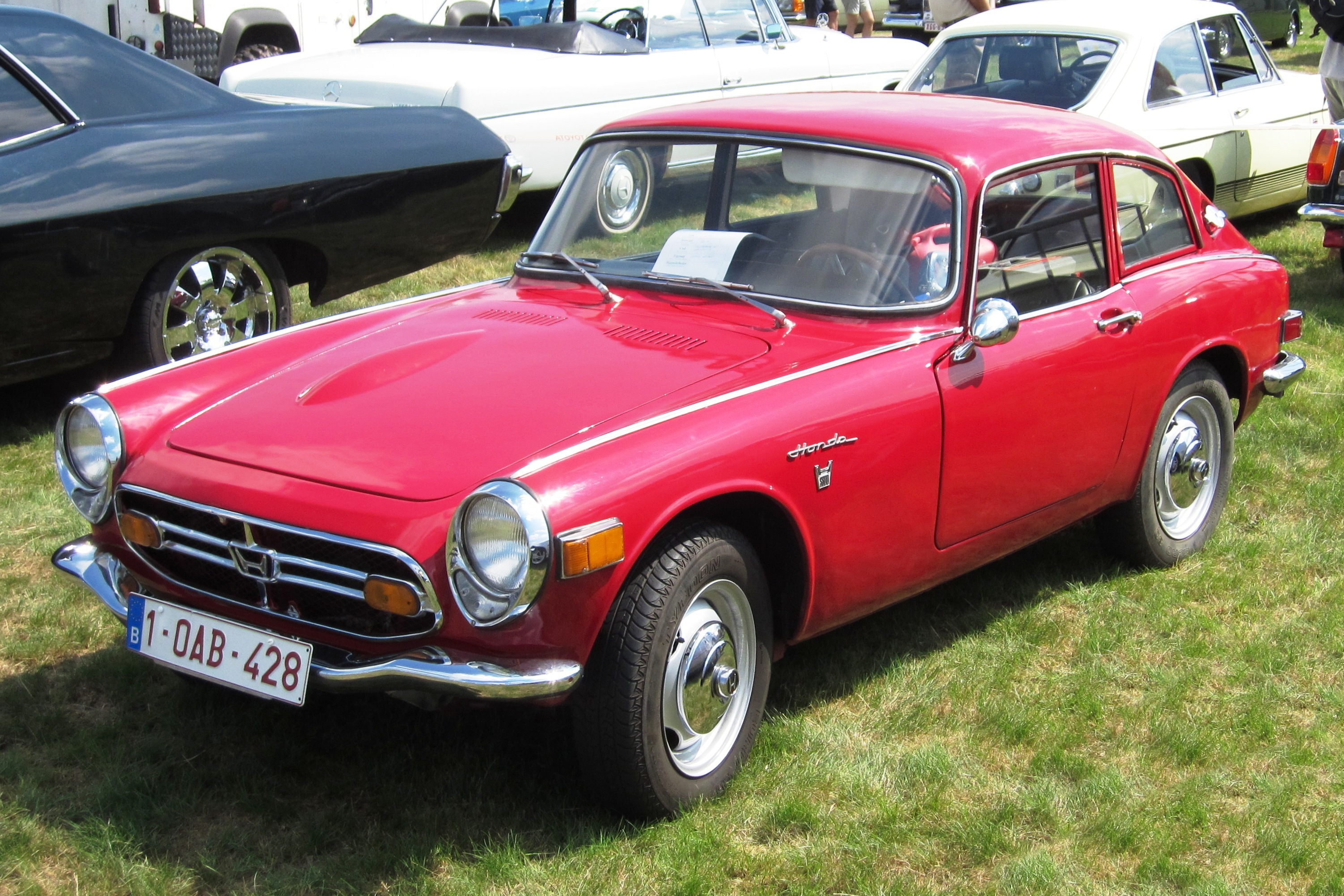
Honda S800M Coupé

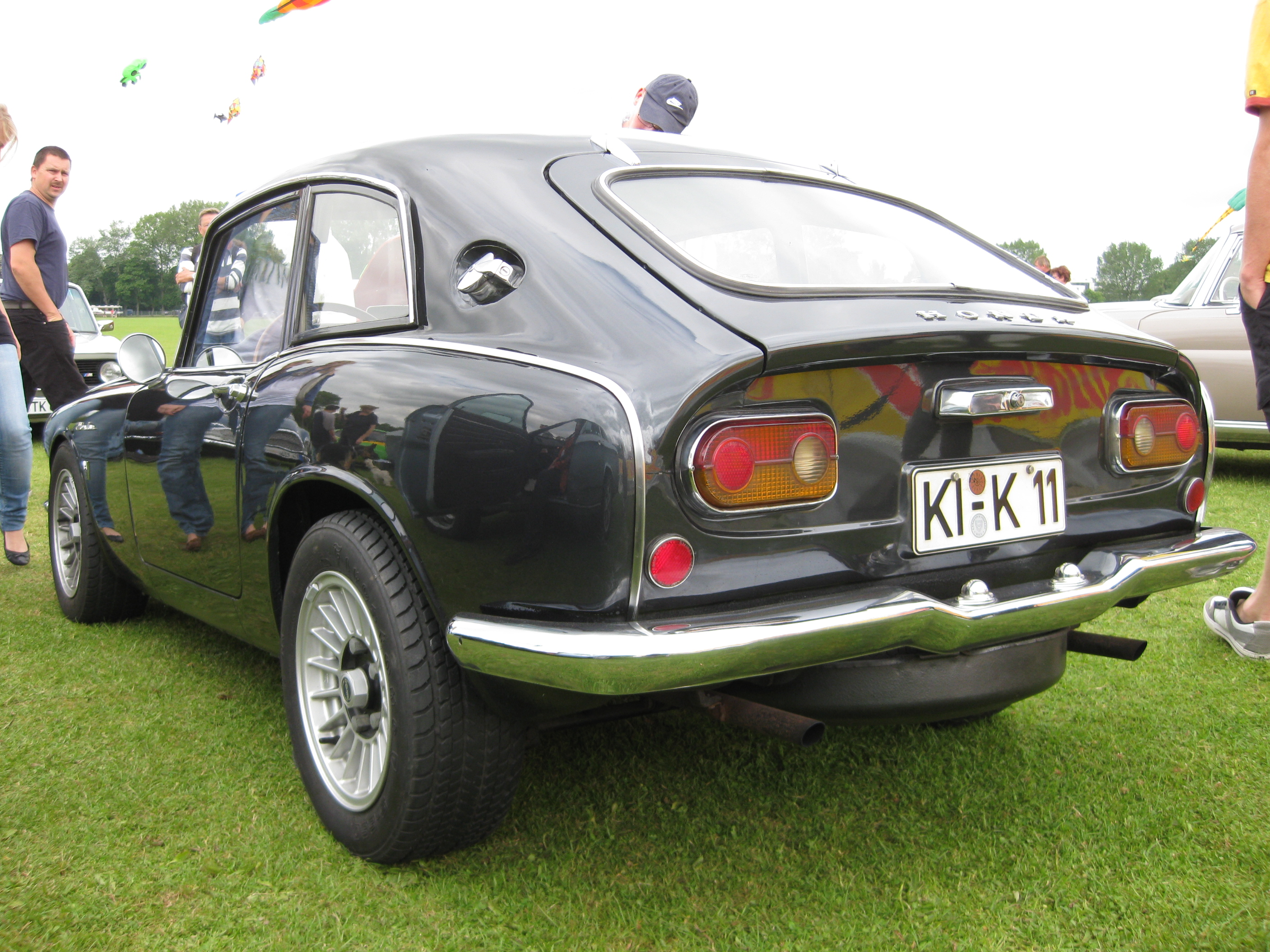
Honda S800 Coupé

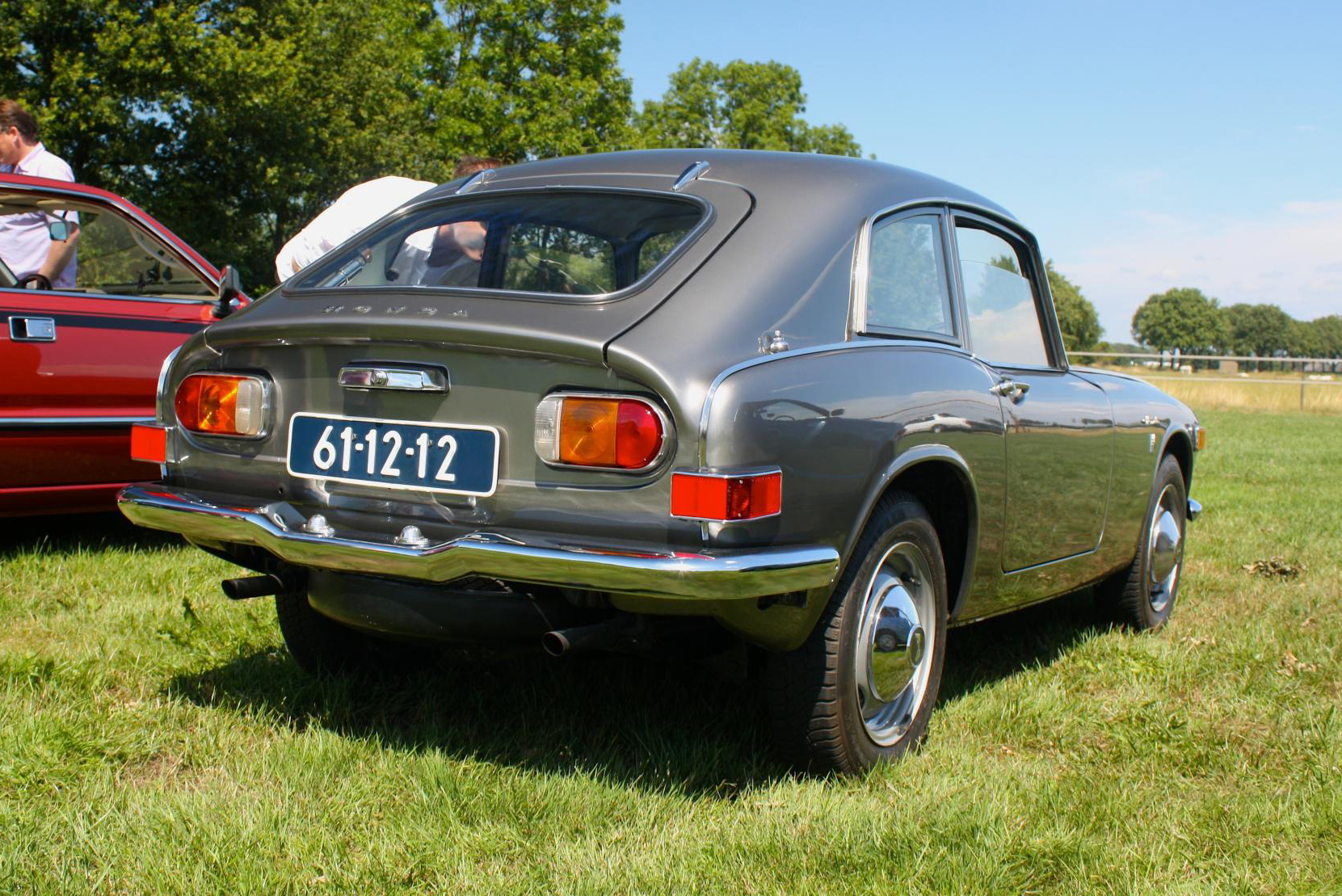
Honda S800M Coupé

Der Honda S800 ist ein Cabriolet oder Kombicoupé mit längsliegendem Frontmotor und Hinterradantrieb von Honda. Dieser Sportwagen kam 1967 als erstes japanisches Automobil auf den deutschen Markt und wurde von 1966 bis 1970 in der Fertigungsstätte Suzuka gebaut.

## Entwicklung
Die Honda-S-Serie begann nach dem Vorserienmodell S360, mit dem S500 im August 1963, der als Cabrio mit einem wassergekühlten 500-cm³-Motor auf den Markt kam. Im März 1964 folgte das S600-Cabriolet sowie 1965 ein S600-Coupé.
Der L800 und der P800 von 1966 hatten einen schwächeren Motor des S800 und waren Lieferwagen (Kombi- oder Pritschenwagen).

## Prototypen
Der S700 Prototyp von 1965, mit einem 687-cm³-Motor und 72 SAE-PS bei 9500/min wurde nicht produziert.
Der N800 Prototyp, mit einem schwächeren Motor des S800, wurde im Oktober 1965 auf der Tokyo Motor Show als mögliche Limousine präsentiert, er wurde in dieser Form aber nicht produziert.

## Vorstellung
Auf dem Pariser Autosalon 1966 stellte Honda den S800 erstmals der europäischen Öffentlichkeit vor, danach auch auf London Motor Show und dem Autosalon in Turin. In Japan war er schon im Januar 1966 präsentiert und verkauft worden, der dort auch Esuhachi genannt wird.
In Deutschland wurde der S800 am 6. Dezember 1966 in Hamburg der Presse vorgestellt. An einem weiteren Termin am 10. Dezember in Hamburg in der Halle der Nationen, Planten un Blomen, war der Rennfahrer Hans Herrmann zur Verkaufsförderung engagiert worden und es standen Fahrzeuge zu Probefahrten zur Verfügung.
Ab Oktober wurde er exportiert und nach dem Aufbau des Händlernetzes war er ab dem 21. März 1967 auch in Deutschland zu haben.
Mit diesem S800 startete Honda als erster japanischer Autohersteller in Deutschland und konnte nennenswerte Stückzahlen (1967–1970 ca. 1.200) verkaufen. Der S800 war auch das erste japanische Automobil, das die Zeitschrift „auto, motor und sport“ testete.
Anlässlich der Typprüf-Messung des Kraftfahrt-Bundesamtes auf dem Hockenheimring konnte Ernst Leverkus, von der Zeitschrift „mot“, den Wagen fahren.
Offiziell wurde er nur in Japan, Australien, Guam, Vietnam, Panama, Liberia, Frankreich, Deutschland, Belgien, Niederlande, England, Italien und in der Schweiz verkauft.

## Technik
Der kleine wassergekühlte 791-cm³-Hochleistungsmotor aus Aluminiumguss leistete maximal 67,2 PS (50 kW) bei 7.570 min−1 und war vorne längs und 45 Grad nach links um die Längsachse geneigt im Motorraum platziert, um eine geringere Einbauhöhe zu ermöglichen. Die mittlere Kolbengeschwindigkeit bei Nenndrehzahl war 17,66 m/s. Die Literleistung von 84,9 PS/l war für diese Zeit in einem Serienfahrzeug recht hoch, zum Beispiel über der von Porsche oder Ferrari. Für die Lagerung der Kurbelwelle sowie für die Pleuellager benutzte Honda ausschließlich Nadellager, wodurch neben kleineren Reibungsverlusten auch geringere Schmier- und Kühlprobleme erreicht wurden. Vier Keihin-Horizontal-Gleichdruckvergaser (Typ CVB36N30A1) versorgten den Motor mit dem Gemisch. Die Steigfähigkeit ist laut Betriebsanleitung beim Cabrio 25 % und beim Coupé 23 %.
Über ein synchronisiertes Vierganggetriebe wurde die Kraft übersetzt.
Der erste Typ von 1965/1966 des S800 Cabriolet mit Produktcode 516 wurde ab Fahrgestell-Nr. AS800-1000009 und etwa Motor-Nr. AS800E-1000100 gebaut. Das S800-Coupé mit Produktcode 525 wurde ab Fahrgestell-Nr. AS800C-1000003 gebaut.
Bei diesem ersten Typ wurde die Kraft, wie beim Vorgänger S600, über eine Kardanwelle auf ein Differential und über je eine Zwischenwelle und Kette links und rechts auf die Hinterräder übertragen. Die Kettenkästen mit Ölbad waren als Schwingen durch Schraubenfedern mit innenliegenden Teleskopstoßdämpfern am Rahmen abgestützt. Der Wagen hatte somit eine Einzelradaufhängung. Dieses Bauprinzip wurde vom Vorläufer S360 bis zu diesem ersten Typ S800 beibehalten. Nur 737 Cabriolets und 232 Coupés des S800 wurden von dieser frühen Ausführung in vier Monaten gebaut, aber nicht exportiert.
Ab Mai 1966 bekam der S800 als Mark I, beim Cabrio ab Fahrgestell-Nr. AS800-1000753 und Motor-Nr. AS800E-1001125, beim Coupé ab Fahrgestell-Nr. AS800C-1000243, eine konventionelle Starrachse an Längslenkern und Panhardstab. Genau 604 Cabriolets und 69 Coupés wurden in dieser Ausführung gebaut, bis die Trommelbremse durch die Scheibenbremse an der Vorderachse abgelöst wurde. Die Vorderräder waren an Querlenkern geführt und durch Stoßdämpfer gedämpft sowie durch zwei längsliegende Drehstäbe, die im Rahmen befestigt waren, gefedert. Das Dreispeichenlenkrad ist aus Aluminium und hat einen Handlaufring aus Kunststoff als Holzimitat. Dieser Sportwagen wurde in zwei Ausführungen, als Cabriolet und Coupé, angeboten. Die ersten Cabriolets gab es nur in Weiß, Rot und Gelb, das Coupé in Weiß, Rot und Silbergrau. Die Innenausstattung mit Kunstledersitzen war immer schwarz. Als Zubehör gab es eine Kühlerblende, Zigarettenanzünder, Inspektionslampe, Armstütze (Cabrio), Beifahrer-Sonnenblende, Stoßstangenhörner, Kunststoff-Hardtop (Cabrio), Kofferträger (Cabrio) und Abdeckplane (Cabrio). Die Rückleuchten des ersten S800 MK I, der 1967 in Deutschland verkauft wurde, bekamen vom deutschen TÜV erst die Zulassung, nachdem 2x2 runde deutsche HELLA-Rückleuchten angebaut waren. Zwei kleine runde Rückstrahler waren separat angebaut. Die Ausführung des japanischen Rücklichts, mit Blinkleuchten und in der Mitte integrierter Rückfahrleuchte plus Rückstrahler, waren Zweikammerleuchten, die auch in der Schweiz zulassungsfähig waren.

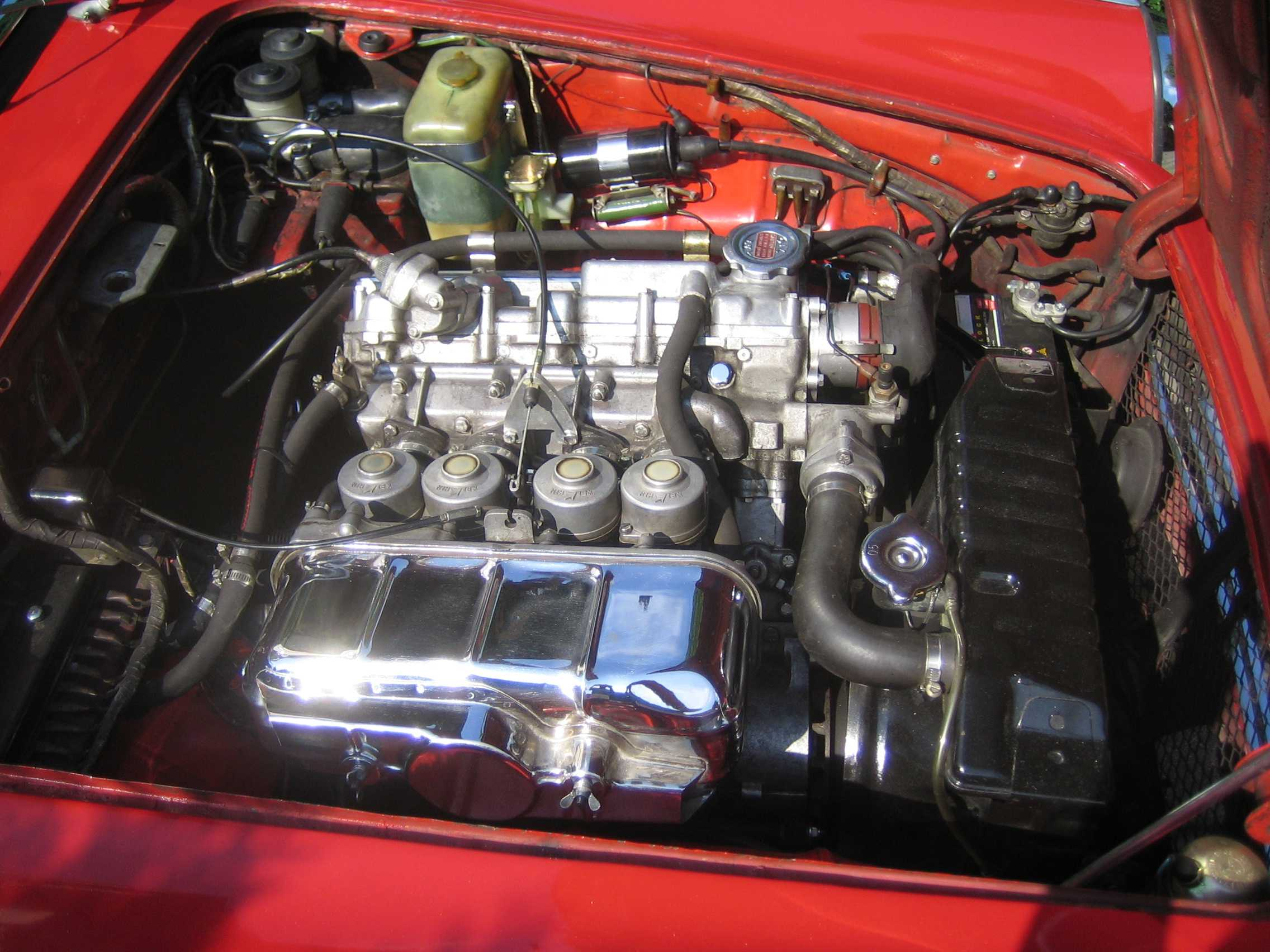
Honda S800 Motor

Im Februar 1968 wurde der S800 Mark II produziert und vorgestellt. Das Cabrio (Produktcode 531) wurde ab Fahrgestell-Nr. AS800-1005001 und Motor-Nr. AS800E-1007089 gebaut, das Coupé (Produktcode 542) ab Fahrgestell-Nr. AS800C-1005004. Gebaut wurden 1190 Cabriolets und 3241 Coupés in dieser Ausführung. Er hatte nun eine Zweikreisbremsanlage, einen Vergaser mit Beschleunigungspumpe (Typ 1000-338-00), versenkte Innen-Türgriffe und -öffner, und die im vorderen Grill platzierten Blinker waren größer. Die Rücklichteinheiten als Dreikammerleuchten, mit nebeneinander platzierten Rücklicht/Blinkleuchte+Bremslicht (gelb) und Rückfahrleuchte waren nun in allen Länderausführungen gleich. Die Front- und Seitenscheiben waren aus Sicherheitsgründen aus Verbundglas und die Heizung leistungsstärker. Die kleinen Sportwagen gab es nun in rot (R-2), gelb (Y-13), weiß (Y-6), oder auch in silbergrau (NH-4) und silbermetallic (NH-10M). Nur in der japanischen Version war ein Radio eingebaut. Unter der Bezeichnung S800M rüstete Honda den Wagen im Hinblick auf den amerikanischen Markt auf. Seitliche Blinker mit Reflektoren waren ein äußeres Erscheinungsmerkmal. Honda scheiterte jedoch an den relativ strengen US-Abgasgesetzen.

## Der S800 im Motorsport

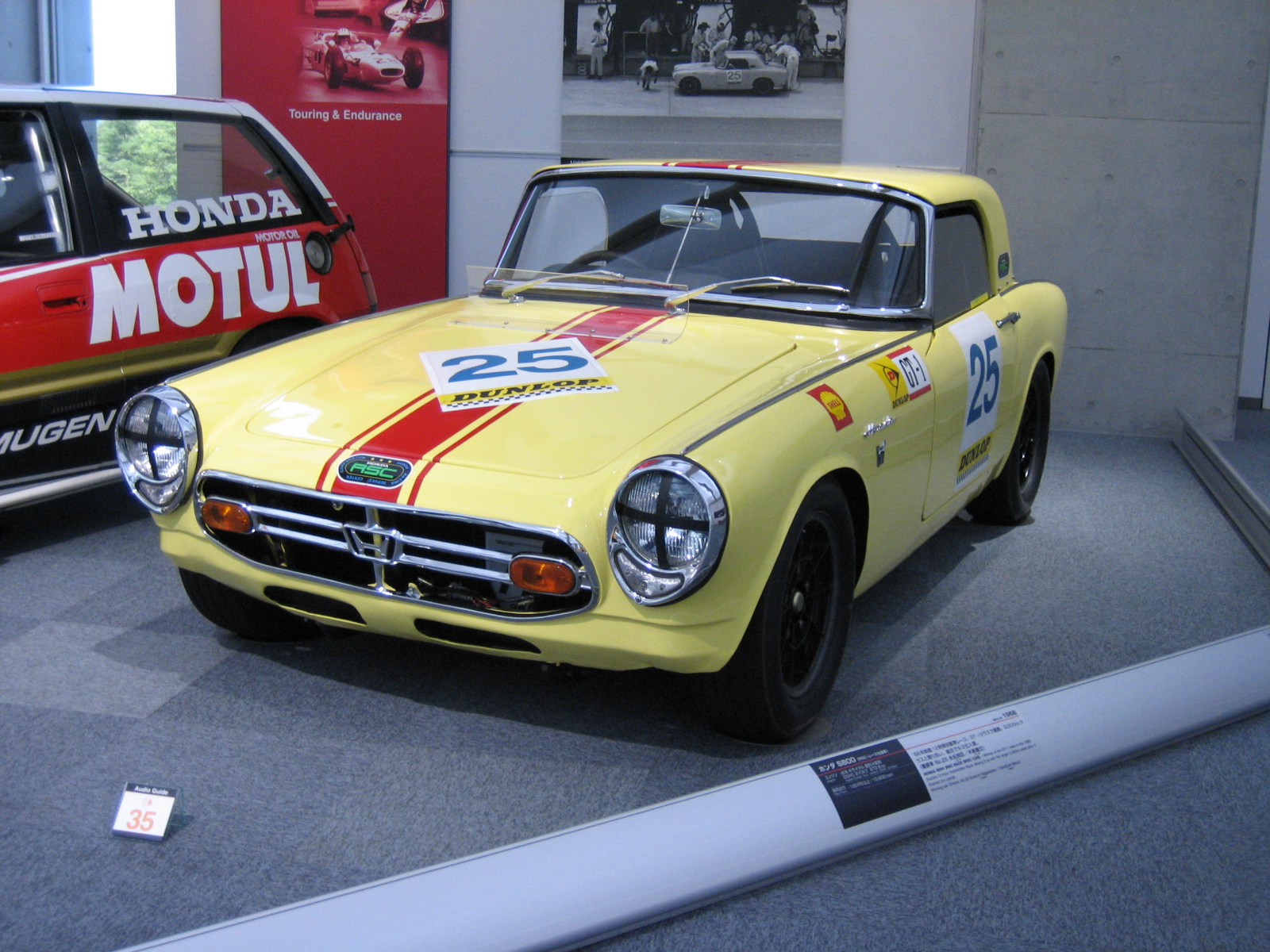
Honda S 800 RSC Japan

3. Mai 1964: Bei einem Auftaktrennen zum 2. Grand Prix in Suzuka, gewann der amerikanische Rennfahrer Ronnie Bucknum in der Klasse der GT-I bis 1000 cm³ mit einem weißen werksunterstützten S600-Cabriolet mit rotem Hardtop (Nr. 15) und kam dadurch als Fahrer in das Honda Formel-1-Rennteam. Das internationale Renndebüt eröffnete der Neuseeländer Denis Hulme, der spätere Formel-1-Weltmeister (1967), am 6. September 1964 beim 500-km-Rennen auf dem Nürburgring mit einem weißen S600 Cabrio/Hardtop Gran-Turismo-Sportwagen (Nr. 88), der mit rund 630 cm³ Hubraum das Handicap auf sich nehmen musste, in der Gran-Turismo-Klasse bis 1000 cm³ zu starten. Er gewann in dieser Klasse mit einem Durchschnitt von 106,3 km/h.
28. Mai 1967: Das Team Barracuda, mit den Fahrern Carl Smet/Hughes de Fierlant, gewann mit einem gelben S800-Coupé (Nr. 125) beim ADAC 1000-km-Rennen auf dem Nürburgring in der Gran-Turismo-Klasse bis 1000 cm³. Die 34 Runden fuhren sie in 7:04.26,4 Stunden bzw. mit einer Durchschnittsgeschwindigkeit von 109,8 km/h.
3. September 1967: Der Japaner Tetsu Ikuzawa gewann mit einem weißen S800 RSC Cabrio/Hardtop (Nr. 58) beim 500-km-Rennen auf dem Nürburgring in der Gran-Turismo-Klasse bis 1000 cm³ und war schneller als der Gewinner der Klasse der Sportwagen bis 1600 cm³. Die 20 Runden fuhr er in 3:45.17,8 Stunden, Durchschnittsgeschwindigkeit 121,6 km/h. Für die schnellste Runde benötigte er 11.04,0 min, Durchschnitt von 123,8 km/h. Der Motor soll 108 PS (79 kW) abgegeben haben.
4. August 1968: Gewinner der GT-1-Klasse beim 12-Stunden-Rennen in Suzuka waren die japanischen Fahrer Kuniomi Nagamatsu/Yoshifumi Kikura mit einem gelben S800 RSC Cabrio/Hardtop (Nr. 25), der mit 872,8 cm³ ca. 108 PS (79 kW) bei 10.500 min−1 leistete. Sie belegten den dritten Platz im Feld mit Rennfahrzeugen bis zu 3000 cm³.
Ab April 1967 gab es für sportlich Interessierte einen kompletten S800 Racer mit homologiertem Competition-Kit, das das Werk entwickelt hatte, für den dreifachen Preis des Basismodells. Das Leergewicht war auf 695 kg reduziert, die Stoßstangen und die nicht notwendigen Teile waren entfernt. Das Fahrzeug hatte ein fest montiertes Hardtop, einen Überrollbügel und Magnesium-Leichtmetallräder. Der Motor mit 818 cm³ hatte eine leichtere Kurbelwelle sowie einen Keihin-Rennvergaser ohne Luftfilter. Die Leistung stieg auf 90 PS (66 kW) bei 9.500 min−1. Diese Leistung wurde über ein nicht synchronisiertes Fünfganggetriebe übertragen. Die Spitzengeschwindigkeit betrug ca. 180 km/h. Nur ein Dutzend dieser Racing-Modelle kam nach Europa, die Hälfte davon nach Frankreich, wo der Wagen auch in einem Verkaufsprospekt abgebildet war. Eines der Fahrzeuge kann heute im Classic Race Museum in der Nähe des Nürburgrings besichtigt werden. Ein weiterer S800 RSC-Honda, gelb mit drei roten Streifen und der Start-Nr. 25, steht im Honda Museum in Motegi, Japan.

## Nachfolger
Mit der Vorstellung des Roadster S2000 im Jahr 1999 ließ Honda die alte Sportwagentradition wieder aufleben. Vom Namen her ist eine nahe Verwandtschaft nicht abzustreiten, die Technik und die Drehzahlen sind ähnlich.

## Modellübersicht
|                               | S360 Prototyp | S500 | S600 | S800 |
|                               | | | | |
| Technische Daten              | | | | |
| Motor                         | Reihen-Vierzylinder-Viertaktmotor (Leichtmetall), wassergekühlt, DOHC, 4 Keihin-Horizontal-Drosselklappenvergaser | Reihen-Vierzylinder-Viertaktmotor (Leichtmetall), wassergekühlt, DOHC, 4 Keihin-Horizontal-Drosselklappenvergaser | Reihen-Vierzylinder-Viertaktmotor (Leichtmetall), wassergekühlt, DOHC, 4 Keihin-Horizontal-Drosselklappenvergaser | Reihen-Vierzylinder-Viertaktmotor (Leichtmetall), wassergekühlt, DOHC, 4 Keihin-Horizontal-Drosselklappenvergaser |
| Hubraum                       | 356 cm³ | (492 cm³) 531 cm³                                                                                                 | 606 cm³ | 791 cm³ |
| Bohrung × Hub                 | 49 × 47 mm | 54 × 58 mm | 54,5 × 65 mm | 60 × 70 mm |
| Verdichtung                   | 9,5 : 1 | 9,5 : 1 | 9,5 : 1 | 9,2 : 1 |
| Leistung                      | 33 PS bei 9000 min−1                                                                                              | 44 PS bei 8000 min−1                                                                                              | 57 PS bei 8500 min−1                                                                                              | 67,2 PS (49 kW) bei 7570 min−1                                                                                    |
| max. Drehmoment (SAE)         | 26,5 Nm bei 7000 min−1                                                                                            | 37,3 Nm bei 8000 min−1                                                                                            | 51 Nm bei 5500 min−1                                                                                              | 68,6 Nm bei 5800 min−1                                                                                            |
| Vergaser                      | Solex Mikuni BSW28                                                                                                | KEIHIN CVB 31-26-1/RP 35-29P-40                                                                                   | KEIHIN CVB 31-26-1                                                                                                | KEIHIN CVB 36N-30-A1/ab 1968=1000-338-00                                                                          |
| Motorgewicht                  | ? | 118 kg | 102 kg | 105 kg |
| Karosserie                    | Leiterrahmen mit Ganzstahlkarosserie                                                                              | Leiterrahmen mit Ganzstahlkarosserie                                                                              | Leiterrahmen mit Ganzstahlkarosserie                                                                              | Leiterrahmen mit Ganzstahlkarosserie                                                                              |
| Fahrwerk vorne                | Einzelradaufhängung mit Querlenker, Drehstab, Stoßdämpfer, Stabilisator                                           | Einzelradaufhängung mit Querlenker, Drehstab, Stoßdämpfer, Stabilisator                                           | Einzelradaufhängung mit Querlenker, Drehstab, Stoßdämpfer, Stabilisator                                           | Einzelradaufhängung mit Querlenker, Drehstab, Stoßdämpfer, Stabilisator                                           |
| Fahrwerk hinten               | Einzelradaufhängung mit Kettenkastenschwingen und Schraubenfedern, Teleskopstoßdämpfer                            | Einzelradaufhängung mit Kettenkastenschwingen und Schraubenfedern, Teleskopstoßdämpfer                            | Einzelradaufhängung mit Kettenkastenschwingen und Schraubenfedern, Teleskopstoßdämpfer                            | Starrachse, Längslenker, Panhardstab, Schraubenfedern                                                             |
| Länge × Breite × Höhe (mm)    | 2990 × 1295 × 1146                                                                                                | 3195 × 1295 × 1146                                                                                                | 3300 × 1400 × 1200                                                                                                | 3335 × 1400 × 1215                                                                                                |
| Radstand (mm)                 | (TAS260=1950) 2000                                                                                                | 2000 | 2000 | 2000 |
| Bodenfreiheit (mm)            | 160 | 160 | 160 | 160 |
| Serienbereifung               | 5.20–12 2PR | 5.20–13 | 5.20–13 4PR | 145 oder 155 SR13                                                                                                 |
| Wendekreis                    | 8,4 m | 8,6 m | 8,6 m | 8,8 m |
| Leergewicht                   | 510 kg | 725 kg | 720 kg (730 kg Coupé)                                                                                             | 740 kg (755 kg Coupé)                                                                                             |
| Höchstgeschwindigkeit         | über 120 km/h | über 130 km/h | 145 km/h | 160 km/h |
| Beschleunigung 0–100 km/h     | ca. 20 s | ca. 18 s | 13,8 s (13,9 s Coupé)                                                                                             | 13,7 s |
| Tankinhalt                    | 25 Liter | 25 Liter | 30 Liter | 35 Liter (30 Liter Coupé)                                                                                         |
| Verbrauch (Super Plus 98 ROZ) | 5 l/100 km bei 90 km/h                                                                                            | 5 l/100 km bei 100 km/h                                                                                           | 5,3 l/100 km bei 100 km/h                                                                                         | 8 l/100 km bei 110 km/h                                                                                           |
| Neupreis                      | nicht im Verkauf                                                                                                  | 459.000 Yen (nur Japan)                                                                                           | 509.000 Yen (Japan)                                                                                               | 7750 DM (1967) |
| Produktionszeit               | 1961–1963 | Okt. 1963–Sept. 1964                                                                                              | März 1964–1966 | Jan. 1966–Mai 1970                                                                                                |
| Produktion (Stückzahl)        | 12 Cabriolet | 1353 | 13.084 | 11.523 |

## Produktion-Übersichtstabelle

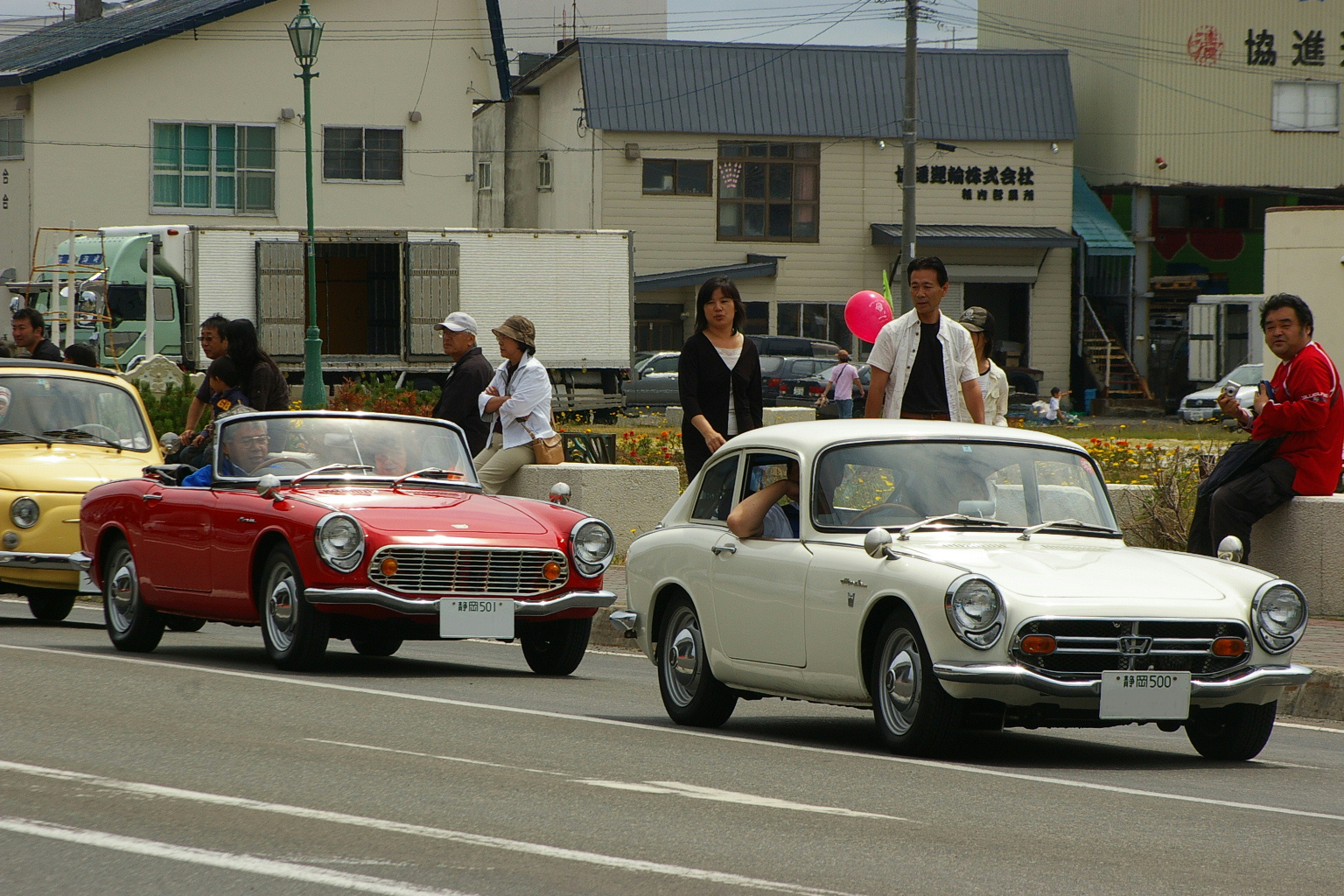
Honda S600 Cabrio + S800 Coupé in Japan

|           | S500 Cabrio | S600 Cabrio | S600 Coupé | S800 Cabrio | S800 Coupé | Gesamtstückzahl |
| 1963      | 136         |             |            |             |            | 136             |
| 1964      | 1227        | 3912        |            |             |            | 5139            |
| 1965      |             | 7261        | 1519       | 11          | 8          | 8799            |
| 1966      |             | 111         | 281        | 1734        | 539        | 2665            |
| 1967      |             |             |            | 888         | 4248       | 5136            |
| 1968      |             |             |            | 990         | 2291       | 3281            |
| 1969      |             |             |            | 147         | 509        | 656             |
| 1970      |             |             |            | 15          | 143        | 158             |
| Stückzahl |             | 11284       | 1800       | 3785        | 7738       |                 |
| Gesamt    | 1353        | 13084       | 13084      | 11523       | 11523      | 25.960          |

## Fahrzeugbestand
In Europa wurden innerhalb von 4 Jahren etwa 7200 Exemplare des S800 verkauft, davon 1200 in Deutschland. Davon gibt es in Deutschland, nach einer Recherche von HTCR_Honda_Twin_Cam_Register/USA von 2021, insgesamt noch ca. 315 Exemplare des S800 mit 130 Cabrios und 185 Coupés in allen Zuständen, etwa die Hälfte in fahrbereitem Zustand.
In Japan wurden vom S500, S600 und S800 ca. 12.000 Fahrzeuge verkauft, wovon noch etwa 2.800 Exemplare im Jahre 1978 im Besitz von Liebhabern waren.

## Der S800 in den Medien (Auswahl)
- In der Comic-Serie Spirou & Fantasio fahren die Titelfiguren in vielen ihrer Abenteuer ein von Zeichner André Franquin sehr detailgetreu wiedergegebenes weißes S800 Cabrio.
- In dem französischen Film La Boum 2 (Die Fete) von 1982 kommt ein weißes S800 Coupé vor.
- In dem französisch/deutschen Film "Die zweigeteilte Frau", Originaltitel: La fille coupée en deux von 2007, fährt ein Hauptdarsteller ein silbernes S800 Coupé. Der Film ist von Altmeister Claude Chabrol.

## Zitate
„Der Honda S800 ist ein ungewöhnlich preiswertes Automobil; wo sonst erhält man für weniger als 8000 Mark einen richtigen Sportzweisitzer. Daß der Honda ein echter Sportwagen ist und nicht nur so aussieht, beweist er durch seine guten Leistungen und einen Motor, wie man ihn selten findet. Da außerdem die Verarbeitung und Qualität guten europäischen Maßstäben entspricht, wird sich sein Verkaufserfolg auf die Dauer kaum vermeiden lassen. Bietet er doch sportliche Fahreigenschaften und eine hochentwickelte Motortechnik zu einem außerordentlich günstigen Preis.“